# موير غراي
موير غراي (بالإنجليزية: Muir Gray)‏ هو طبيب بريطاني، ولد في 21 يونيو 1944.